# 篠原彰宏
篠原 彰宏（しのはら あきひろ、3月28日 - ）は、日本の声優。東京都出身。賢プロダクション所属。

## 略歴
ESPアニメーション声優専門学校卒業。スクールデュオを経て、2020年4月から賢プロダクションに所属。

## 人物
趣味はゲーム実況を見たりゲームをすること。
小学校から中学校の9年間サッカーをしており、体を動かすのが得意である。
好きな食べ物は柿ピーで、牛乳と一緒に食べるのが好き。
その他の特技・趣味はダンス。

## 出演

### テレビアニメ
2020年
- 進撃の巨人 The Final Season（民衆）

2021年
- SK∞ エスケーエイト（ギャラリー）
- トロピカル〜ジュ!プリキュア（2021年 - 2022年、学生、助監督、柔道部員、漁師、加藤だいき、飼育員、カメりん 他）

2022年
- おしりたんてい（2022年 - 2023年、かんしゅ、ふりょう）
- ブルーロック（チームX 5番、チームW 8番、チームW 11番、白宝高校男子生徒、チームV 4番）
- ふしぎ駄菓子屋 銭天堂（2022年 - 2025年、同窓会の参加者、同級生、尾谷龍介、若手芸人、忍足学）
- 名探偵コナン（整体師）

2023年
- ドラえもん（テレビ朝日版第2期）（2023年 - 2025年、係員、豆腐屋さん、警察官）
- ノケモノたちの夜（団員）
- ゾン100〜ゾンビになるまでにしたい100のこと〜（手前男性ゾンビ）
- 『ヒプノシスマイク-Division Rap Battle-』Rhyme Anima +（Crazy Cat Clown）

2024年
- ただいま、おかえり（宅配便の人）
- ワンルーム、日当たり普通、天使つき。（祭りの人B）
- 魔王軍最強の魔術師は人間だった（ガイド）
- 先輩はおとこのこ（生徒B）
- 妖怪学校の先生はじめました!（2024年 - 2025年、尾形光、尾形林）
- らんま1/2 (2024)（男子生徒）

2025年
- Aランクパーティを離脱した俺は、元教え子たちと迷宮深部を目指す。（冒険者A）
- 魔法つかいプリキュア!!〜MIRAI DAYS〜（居酒屋の客、街の人、壮太の同級生）
- キミとアイドルプリキュア♪（係員、寸田躍、研究会会員、街の人、トレイルランナー 他）
- LAZARUS ラザロ（ギャング）
- mono（教官、中年男性）
- 履いてください、鷹峰さん（男性A、大学スタッフB）
- 怪獣8号（木梨、司会者）

### 劇場アニメ
- 映画おしりたんてい さらば愛しき相棒（おしり）よ（2024年、ナマケモノ警備員）

### Webアニメ
- あんさんぶるスターズ!! 追憶セレクション『クロスロード』（2023年、流星隊C）

### ゲーム
- WAR OF THE VISIONS ファイナルファンタジー ブレイブエクスヴィアス 幻影戦争（2020年）
- ファイナルファンタジーVII リバース（2024年）

### BLCD
- 寺野くんと熊崎くん（2022年、日吉）

### 吹き替え

#### 映画
- 悪魔はいつもそこに（2020年、オーヴィル・バッグマン）
- アバター:ウェイ・オブ・ウォーター（2022年[15]）
- ダービーのゴーストカウンセリング（2022年、廊下の男子(1)）
- ヴォルーズ（2023年）
- ゼイ・クローン・タイローン/俺たちクローン（2023年）

#### ドラマ
- ザ・ルーキー 40歳の新米ポリス!?（2022年）
- フィアー・ザ・ウォーキング・デッド（2022年）
- 未成年裁判（2022年、ペク・ドヒョン）

#### アニメ
- 緑のたまごとハム 〜サムとガイの大冒険〜（2022年、ジェレミー、ガイ・ウォッチャー 他）
- カンフー・パンダ: 龍の戦士たち（2022年）
- 龍族 -The Blazing Dawn-（2024年、学生）
- 卓球少女 -閃光のかなたへ-（2025年、ユエン・ディー[16]）

### ボイスオーバー
- ワールド極限ミステリー

### デジタルコミック
- ボイスラ!!（2019年、豊満雄[17]）
- あざ婚〜あの子が結婚できない理由〜（2022年、永山秀人[18]）
- としのさ夫夫（2024年、バーの来店客A[19]）